# Idolino di Pesaro
L'Idolino di Pesaro è una statua romana in bronzo conservata nel Museo archeologico nazionale di Firenze.

## Storia e descrizione
L'opera, alta 146 centimetri, è una finissima copia romana della prima età augustea, forse di un originale greco-classico del 430-420 a.C. riferibile alla tarda attività di Policleto. Si tratta di un fanciullo nudo a tutto tondo, tra i migliori esempi della tipologia degli "idolini", usati come portalampade durante i banchetti (lychnouchos). Nella mano sinistra reggeva infatti un tralcio di vite, di cui resta un frammento, destinato a sorreggere le lucerne; nella destra forse teneva un vassoio pure destinato alla stessa funzione. 
Fu trovato in frammenti al centro di Pesaro nell'ottobre 1530, in quella che era una residenza senatoria degli Aufidii Victorini, fu restaurato come Bacco e posto su un'elaborata base in bronzo su commissione del duca Francesco Maria I Della Rovere. Si occuparono della base (alta 118 cm) Girolamo, Ludovico e Aurelio Lombardo (1533), che vi posero anche un esametro dettato dal cardinal Pietro Bembo. Sulla base si trovano riferimenti a Dioniso, con i pannelli laterali dedicati alle scene dell'Apoteosi di Arianna e del Sacrificio della capra. 
La statua arrivò a Firenze nel 1630, donata da Francesco Maria II Della Rovere a sua nipote Vittoria Della Rovere che andava in sposa al cugino Ferdinando II de' Medici. Questa scultura ispirò molti artisti del XVI secolo.
Al momento della scoperta, nella città di Pesaro, si ebbe tale esultanza da inserire negli Statuti cittadini alcune norme a tutela dei rinvenimenti archeologici.
Oggi è collocata al termine della galleria del secondo piano del museo. 

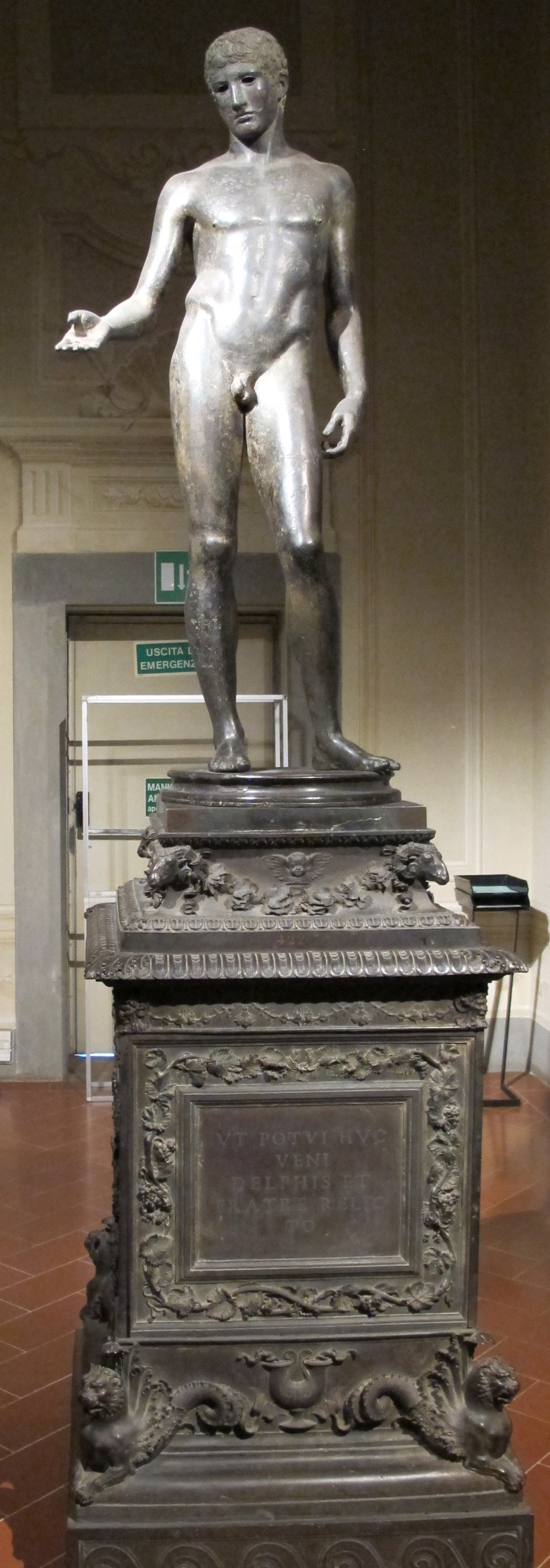
Idolino di Pesaro
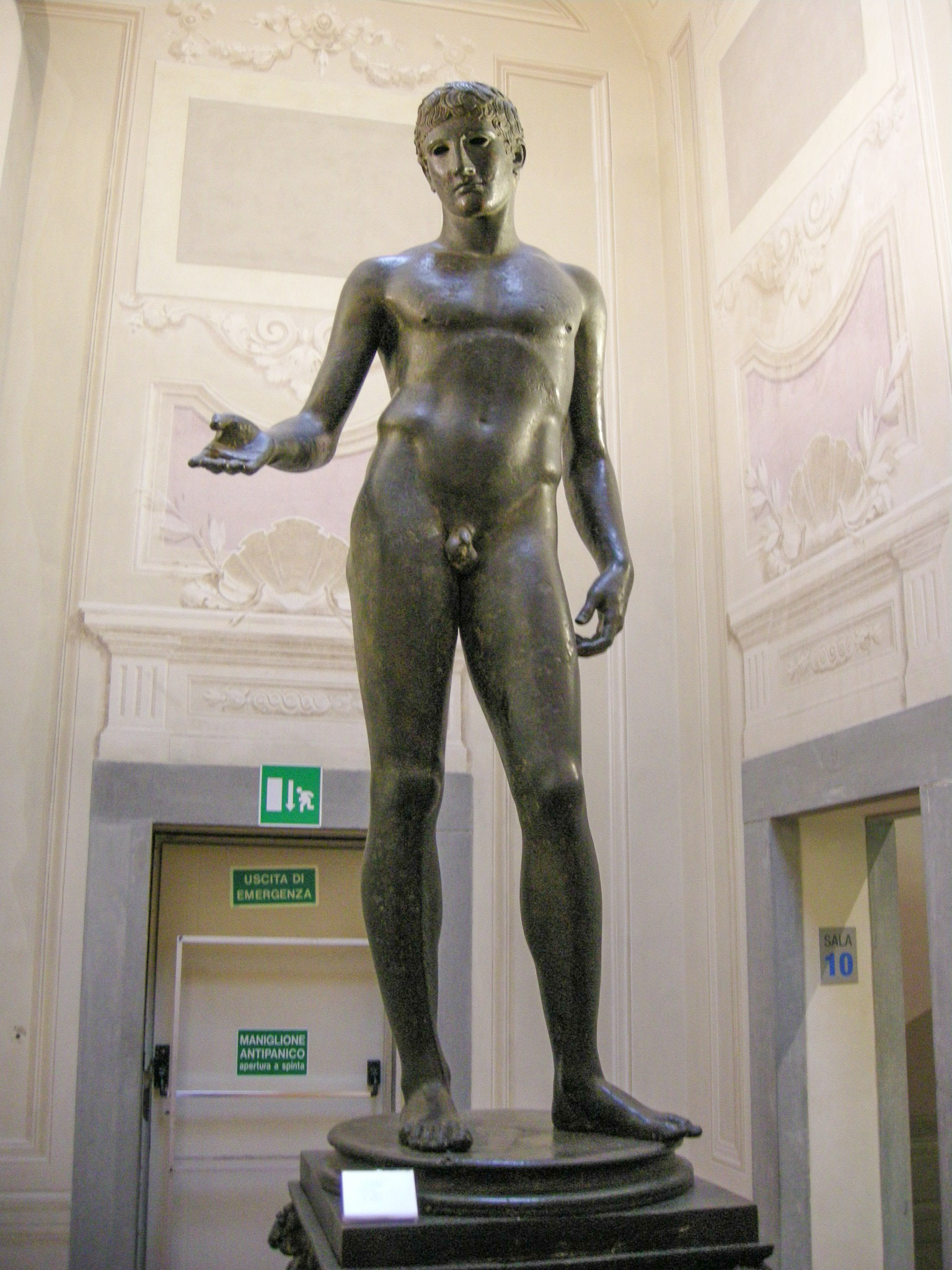
Idolino di Pesaro
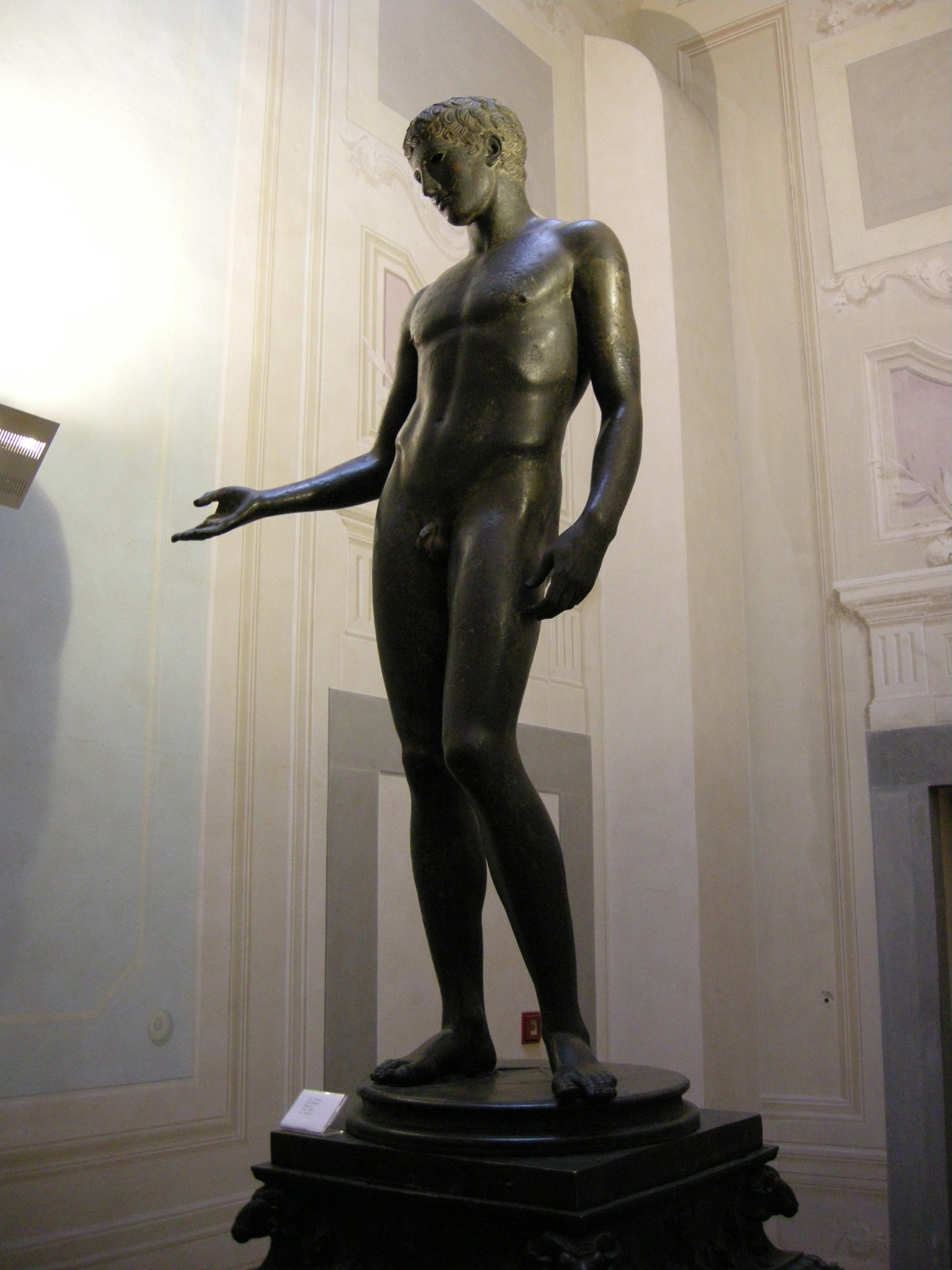
Idolino di Pesaro
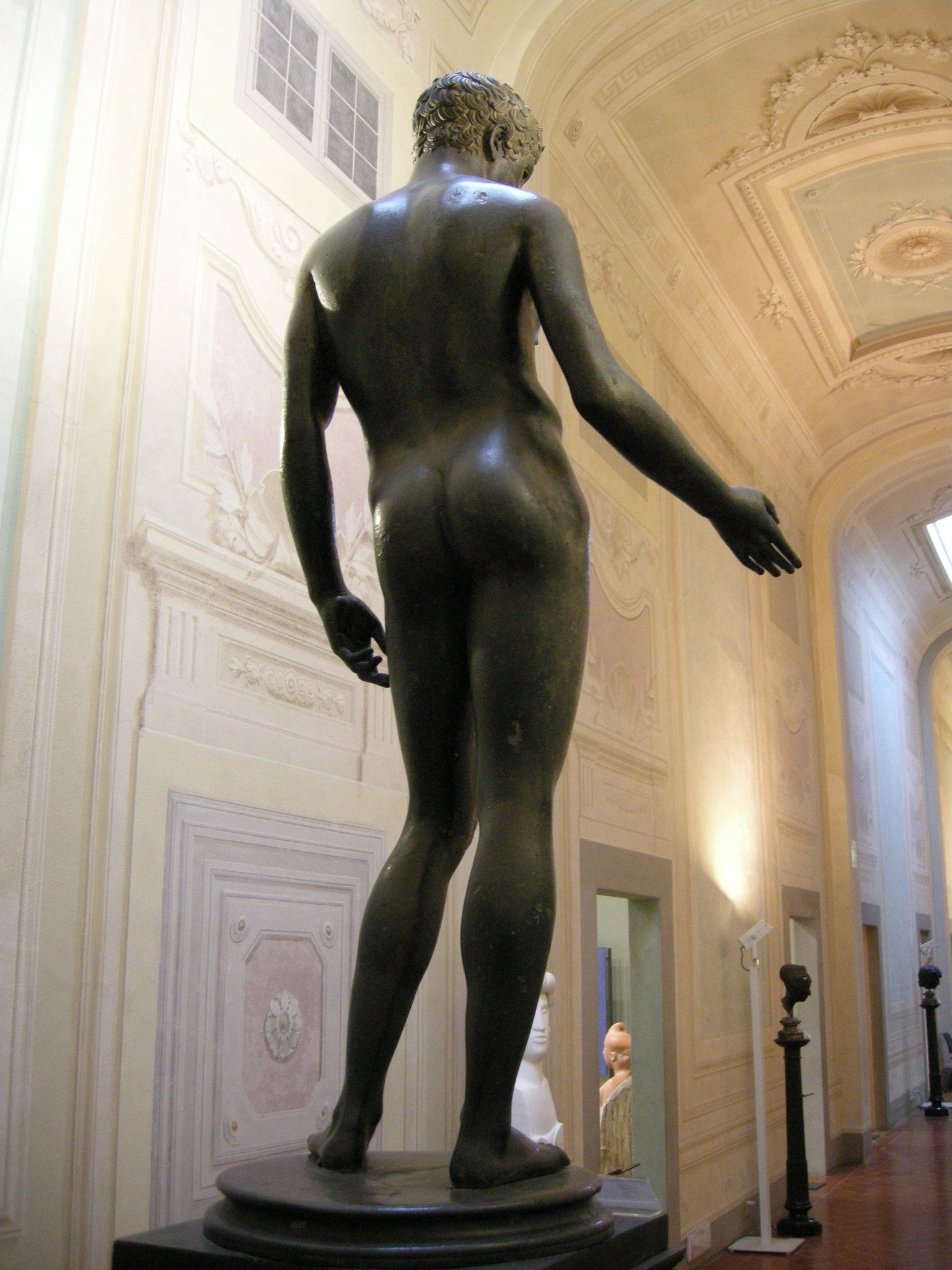
Idolino di Pesaro